# Fundamentele kunst

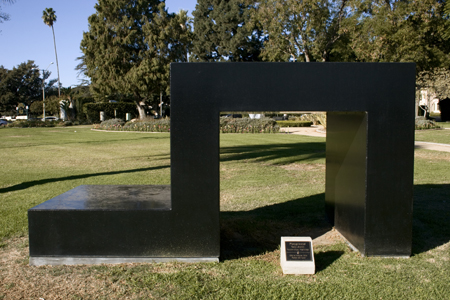
Tony Smith: Playground(3/3) (1962), Beverly Hills

Fundamentele kunst is een kunststroming van de hedendaagse kunst en de schilderkunst van de 20e eeuw. Kunstenaars van de fundamentele kunst onderzoeken basisprincipes als vorm, kleur, formaat en schildertechniek.

## Geschiedenis
Het zoeken naar de essentie van de vorm en het zoeken naar de betekenis van het schilderen of het tekenen zelf is het beginsel van de fundamentele kunst, die als kunststijl zeer verwant was aan de minimal art.
In 1965 werd de aandacht gevestigd op deze kunststijl in New York, waar Frank Stella zich ontpopte tot de belangrijkste beoefenaar ervan. In Duitsland wordt werk vanuit deze mentaliteit ook Analytische Malerei genoemd. In Frankrijk werd de stijl Nouvelle Peinture genoemd (vertegenwoordiger: Claude Viallat) en in Italië werd zij Nuova Pittura genoemd (vertegenwoordiger: Giorgio Griffa).

## Kenmerken
Binnen de fundamentele schilderkunst staat het proces van het schilderen voorop. Basisbeginselen als lijn, structuur, kleur, medium, ondergrond, textuur, materialen en werkwijze worden diepgaand onderzocht. Vaak ontstaan werken in reeksen met minimale onderlinge verschillen. De fundamentele schilderkunst is wat betreft mentaliteit verwant aan de minimal art en ontstond in dezelfde periode: de late jaren 60. Een groot aantal werken die behoren tot de fundamentele schilderkunst hebben een monochroom karakter. De fundamentele schilderkunst omvat geen bepaalde groep kunstenaars die gezamenlijk exposeert, maar is de verzamelnaam voor schilderijen die aan de genoemde karakteristieken voldoen.
De fundamentele kunst is verwant aan de geometrische abstractie (de hard edge) en aan de optische abstractie van de op-art, maar haar radicale vereenvoudiging brengt een meer cerebrale reactie teweeg, een minder emotionele.
De beeldtaal van deze kunstenaars is koel, abstract en vaak geometriserend. De schilders willen tussen de kijker en de werkelijkheid het raadsel van het betekenen plaatsen.

## Tentoonstellingen
In 1975 was er in het Stedelijk Museum te Amsterdam een tentoonstelling met de titel 'Fundamentele Schilderkunst'. De tentoonstelling was zo genoemd op voorstel van Edy de Wilde en toonde het werk van achttien kunstenaars. Er was een begeleidende catalogus, met teksten van De Wilde, en Dini Rippel, de tentoonstelling vond plaats van 25 april - 22 juni. De deelnemende kunstenaars waren: Jaap Berghuis, Jake Berthot, Louis Cane, Alan Charlton, Raimund Girke, Richard Jackson, Robert Mangold, Brice Marden, Agnes Martin, Tomas Rajlich, Edda Renouf, Gerhard Richter, Stephen Rosenthal, Robert Ryman, Kees Smits, Marthe Wery, Jerry Zeniuk, en Rob van Koningsbruggen.

## Kunstschilders fundamentele kunst
Belangrijke kunstschilders van de fundamentele kunst en de minimal-art zijn:
- Darby Bannard
- Alan Charlton
- Günther Förg
- Raimund Girke
- Alan Green
- Morris Lewis

- Robert Mangold
- Brice Marden
- Agnes Martin
- Kenneth Noland
- Tomas Rajlich
- Gerhard Richter

- Ad Reinhardt
- Robert Ryman
- Frank Stella
- Niele Toroni
- Larry Zox

### Nederland
- Ben Akkerman
- Armando
- Jaap Berghuis

- Edgar Fernhout
- Vincent Hamel
- Rob van Koningsbruggen

- Kees Smits
- Toon Verhoef
- Johan de Haas

### België
- André Beullens
- Amédée Cortier
- Jo Delahaut

- Raoul De Keyser
- Marcase
- Marthe Wéry

- Dan Van Severen

## Beeldhouwers fundamentele kunst
Bekende beeldhouwers binnen de fundamentele kunst zijn:
- Carl André
- Anthony Caro
- Dan Flavin
- Donald Judd

- Robert Morris
- Sol LeWitt
- Royden Rabinowitch
- Ulrich Rückriem

- Richard Serra
- Tony Smith

## Afbeeldingen

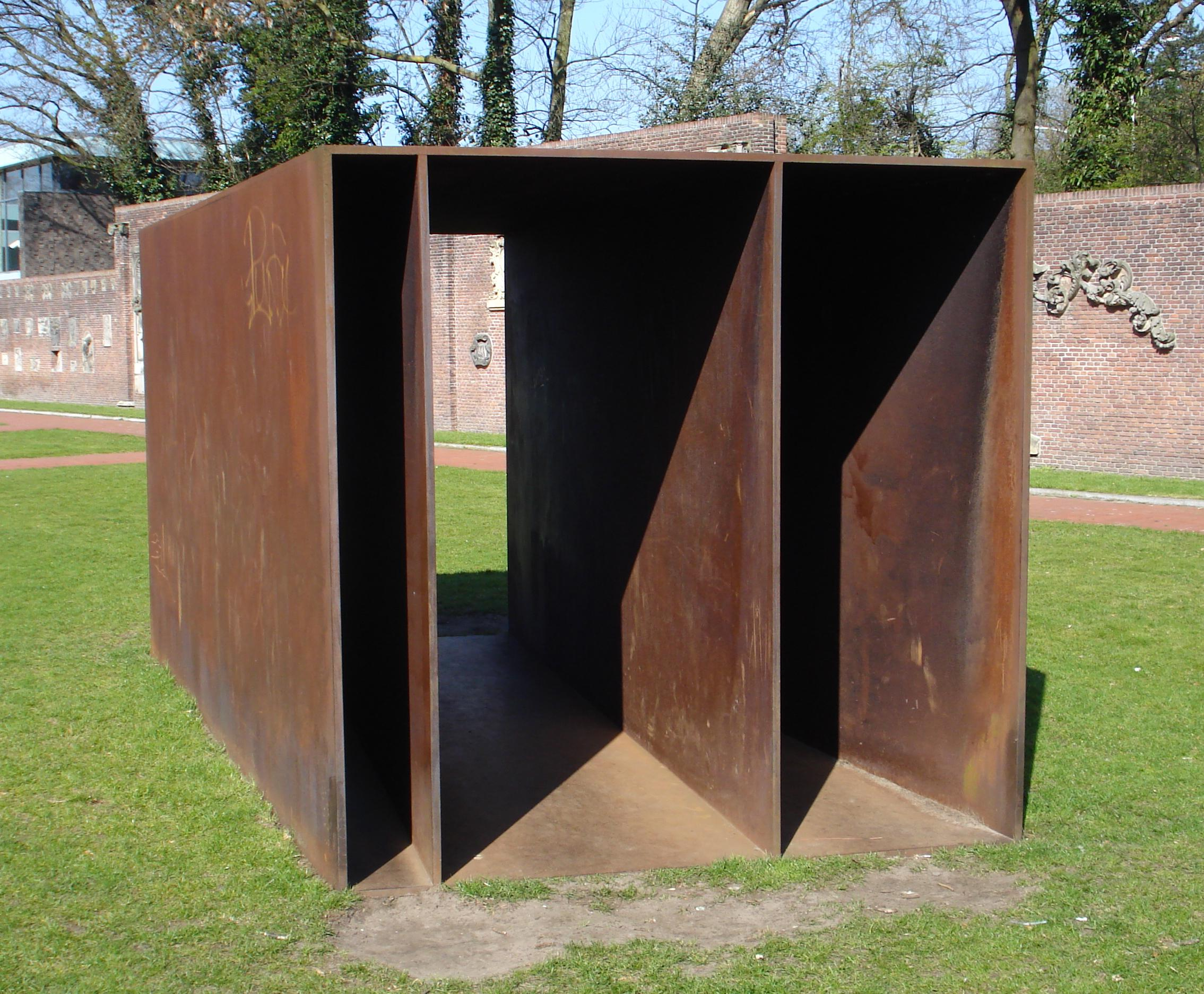
Donald Judd: Untitled object (1983), Den Haag
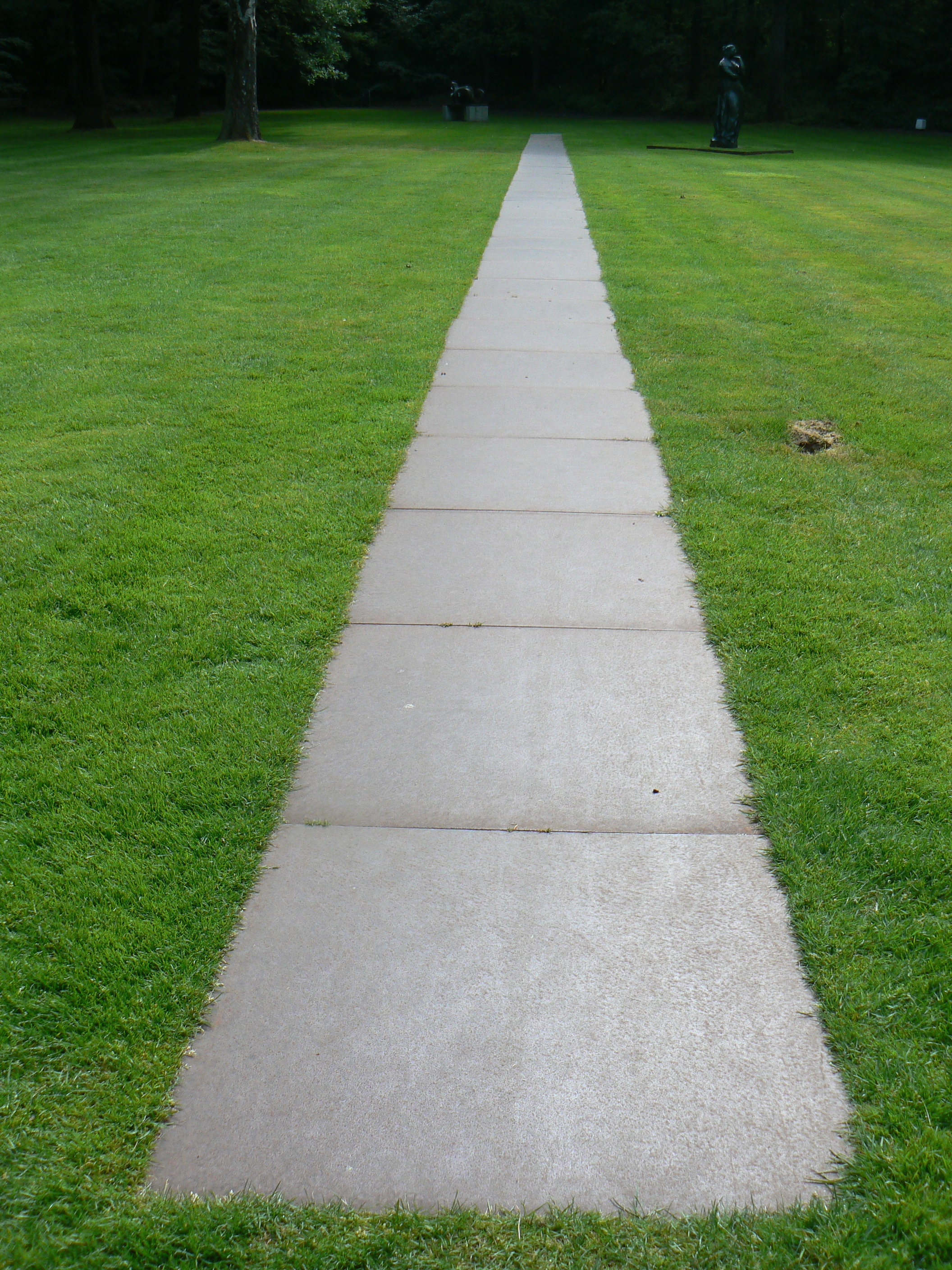
Carl André: 43 Roaring forty (1988), Otterlo
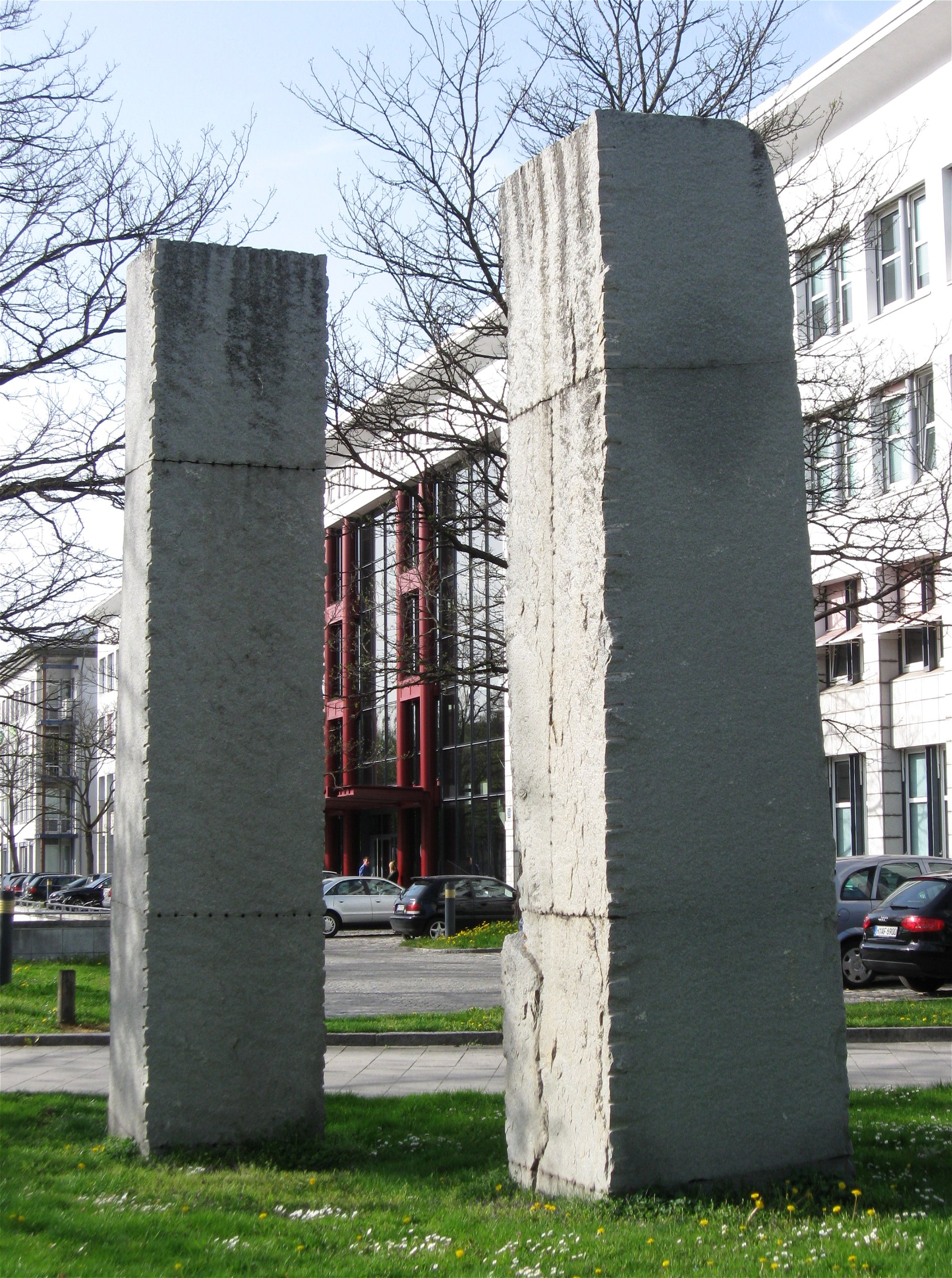
Ulrich Rückriem: Finnischer Granit gespalten (1992/93), München
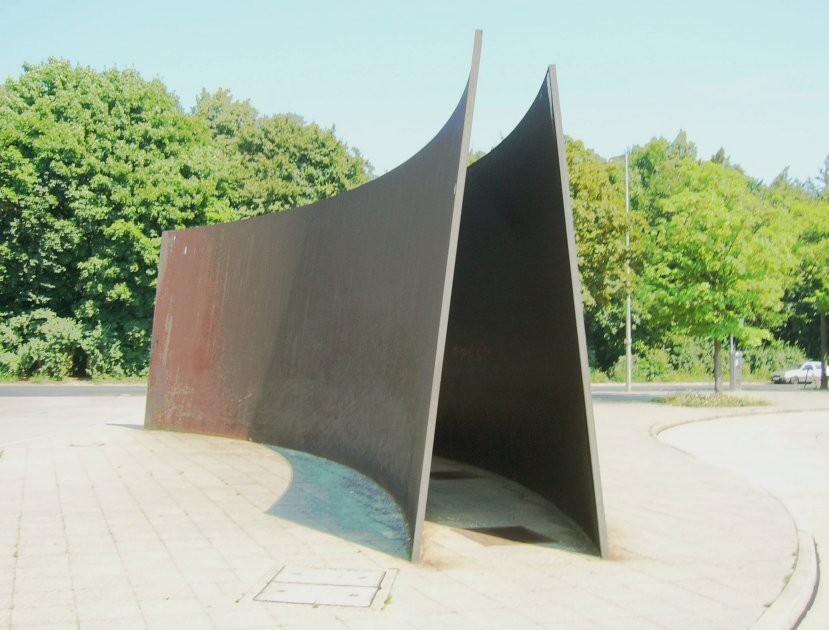
Richerd Serra: Berlin Curves (1986), Berlijn

abstract expressionisme
· abstracte kunst
· actionpainting
· After Nature
· Amsterdamse Limburgers
· animisme
· art brut
· art deco
· arte povera
· ASCII-art
· assemblagekunst
· avant-garde
· Bauhaus
· Bergense School
· biomorfische schilderkunst
· bodyart
· Brabants fauvisme
· business-art
· Cobra
· colorfieldpainting
· conceptuele kunst
· concrete kunst
· constructivisme
· dadaïsme
· De Ploeg
· Der Blaue Reiter
· Die Brücke
· digitale kunst
· environment
· De Stijl
· dripping
· existentiële kunst
· expressionisme
· La Jeune Peinture Belge
· fauvisme
· fantasy art
· figuratieve abstractie
· Fluxus
· fotorealisme
· Figuration Libre
· fundamentele kunst
· futurisme
· graffiti
· happening
· hard edge
· hyperrealisme
· informele schilderkunst
· installatiekunst
· intimisme
· Italiaanse transavantgarde
· Japonisme
· jugendstil
· kapitalistisch realisme
· kinetische kunst
· kubisme 
· land art
· Larense School
· lyrische abstractie
· magisch realisme 
· mail art 
· minimal art
· mediakunst
· moderne kunst
· multiplekunst
· muralisme
· naïeve kunst
· neo-dada
· neo-pop
· neo-expressionisme
· neorealisme
· Neue Künstlervereinigung München 
. Nieuwe Fotografie
· nieuwe zakelijkheid
· nieuw realisme
· nieuwe beelding
· nieuwe figuratie
· Nieuwe Haagse School
· Nieuwe Wilden
· noordelijk realisme
· Nul-beweging
· op-art
· orphisme
· outsider art
· pittura metafisica
· plasticisme
· pointillisme
· popart
· Posthoorngroep
· postimpressionisme
· postmodernisme
· precisionisme
· primitivisme
· psychedelische kunst
· purisme
· rayonisme
· situationisten
· sociaal realisme
· socialistisch realisme
· spatialisme
· straatgrafiek
· streetart
· suprematisme
· surrealisme
· symbolisme
· systems art
· tachisme
· Tingatinga
· videokunst
· vorticisme
· Young British Artists
· Zero
absolute schilderkunst ·  abstract expressionisme · abstracte kunst · academische kunst · actionpainting · art brut · art deco · classicisme · colorfieldpainting · dadaïsme · expressionisme · fauvisme · figuratieve kunst · futurisme · hard edge · hyperrealisme · impressionisme · informele schilderkunst · jugendstil · kubisme · luminisme · magisch realisme · maniërisme · minimal art · naïeve kunst · naturalisme · neo-expressionisme · neo-impressionisme · nieuwe beelding · nieuwe zakelijkheid · op-art · orphisme · oriëntalisme · piëtisme · pittura metafisica · pixel art · pointillisme · popart · postimpressionisme · prerafaëlieten · primitivisme · realisme · romaans . romantiek · sociaal realisme · suprematisme · surrealisme · symbolisme · tachisme